# Mistrzostwa Świata w Narciarstwie Dowolnym i Snowboardingu 2017
2. Mistrzostwa Świata w Narciarstwie Dowolnym i Snowboardingu – zawody w narciarstwie dowolnym i snowboardingu, będące jednocześnie 16. mistrzostwami świata w narciarstwie dowolnym oraz 12. mistrzostwami świata w snowboardingu. Rozegrane zostały w dniach 7–19 marca 2017 roku w hiszpańskim ośrodku sportów zimowych Sierra Nevada.
Jedyna reprezentantka Polski w narciarstwie dowolnym – Karolina Riemen-Żerebecka doznała poważnego urazu głowy podczas treningu skicrossu i została wprowadzona w stan śpiączki farmakologicznej.

## Narciarstwo dowolne

### Mężczyźni
| Konkurencja                  | Data     | Złoto                 | Pkt.                  | Srebro         | Pkt.           | Brąz             | Pkt.           |
| Skoki akrobatyczne szczegóły | 10 marca | Jonathon Lillis       | 125,79                | Qi Guangpu     | 120,36         | David Morris     | 114,93         |
| Jazda po muldach szczegóły   | 8 marca  | Ikuma Horishima       | 88,54                 | Benjamin Cavet | 87,11          | Mikaël Kingsbury | 82,85          |
| Muldy podwójne szczegóły     | 9 marca  | Ikuma Horishima       | Ikuma Horishima       | Bradley Wilson | Bradley Wilson | Marco Tadé       | Marco Tadé     |
| Slopestyle szczegóły         | 19 marca | McRae Williams        | 93,80                 | Gus Kenworthy  | 91,80          | James Woods      | 90,40          |
| Half-pipe szczegóły          | 18 marca | Aaron Blunck          | 91,80                 | Micheal Riddle | 89,60          | Kevin Rolland    | 88,40          |
| Skicross szczegóły           | 18 marca | Victor Öhling Norberg | Victor Öhling Norberg | Jamie Prebble  | Jamie Prebble  | François Place   | François Place |

### Kobiety
| Konkurencja                  | Data     | Złoto           | Pkt.            | Srebro           | Pkt.             | Brąz                    | Pkt.          |
| Skoki akrobatyczne szczegóły | 10 marca | Ashley Caldwell | 109,29          | Danielle Scott   | 94,47            | Xu Mengtao              | 91,65         |
| Jazda po muldach szczegóły   | 8 marca  | Britteny Cox    | 83,63           | Perrine Laffont  | 82,51            | Justine Dufour-Lapointe | 80,74         |
| Muldy podwójne szczegóły     | 9 marca  | Perrine Laffont | Perrine Laffont | Julija Gałyszewa | Julija Gałyszewa | Jaelin Kauf             | Jaelin Kauf   |
| Slopestyle szczegóły         | 19 marca | Tess Ledeux     | 85,60           | Emma Dahlström   | 83,80            | Isabel Atkin            | 83,20         |
| Half-pipe szczegóły          | 18 marca | Ayana Onozuka   | 89,80           | Marie Martinod   | 87,00            | Devin Logan             | 84,20         |
| Skicross szczegóły           | 16 marca | Sandra Näslund  | Sandra Näslund  | Fanny Smith      | Fanny Smith      | Ophélie David           | Ophélie David |

## Snowboarding

### Mężczyźni
| Konkurencja                   | Data     | Złoto                                                | Czas/Pkt                                             | Srebro                                       | Punkty                                       | Brąz                                       | Czas/Pkt                                   |
| Slopestyle szczegóły          | 11 marca | Seppe Smits                                          | 91,40                                                | Nicolas Huber                                | 83,25                                        | Chris Corning                              | 82,50                                      |
| Half-pipe szczegóły           | 11 marca | Scotty James                                         | 97,50                                                | Iouri Podladtchikov                          | 93,25                                        | Patrick Burgener                           | 90,50                                      |
| Snowcross szczegóły           | 12 marca | Pierre Vaultier                                      | Pierre Vaultier                                      | Lucas Eguibar                                | Lucas Eguibar                                | Alex Pullin                                | Alex Pullin                                |
| Snowcross drużynowy szczegóły | 13 marca | Stany Zjednoczone 1 Hagen Kearney · Nick Baumgartner | Stany Zjednoczone 1 Hagen Kearney · Nick Baumgartner | Hiszpania 1 Regino Hernández · Lucas Eguibar | Hiszpania 1 Regino Hernández · Lucas Eguibar | Kanada 1 Kevin Hill · Christopher Robanske | Kanada 1 Kevin Hill · Christopher Robanske |
| Slalom Równoległy szczegóły   | 15 marca | Andreas Prommegger                                   | Andreas Prommegger                                   | Benjamin Karl                                | Benjamin Karl                                | Andriej Sobolew                            | Andriej Sobolew                            |
| Gigant Równoległy szczegóły   | 16 marca | Andreas Prommegger                                   | Andreas Prommegger                                   | Benjamin Karl                                | Benjamin Karl                                | Nevin Galmarini                            | Nevin Galmarini                            |
| Big Air szczegóły             | 17 marca | Ståle Sandbech                                       | 188,25                                               | Chris Corning                                | 182,75                                       | Marcus Kleveland                           | 177,25                                     |

### Kobiety
| Konkurencja                   | Data     | Złoto                                           | Czas/Pkt                                        | Srebro                                   | Punkty                                   | Brąz                                                 | Czas/Pkt                                             |
| Slopestyle szczegóły          | 11 marca | Laurie Blouin                                   | 78,00                                           | Zoi Sadowski-Synnott                     | 77,50                                    | Miyabi Onitsuka                                      | 77,40                                                |
| Half-pipe szczegóły           | 11 marca | Cai Xuetong                                     | 90,75                                           | Haruna Matsumoto                         | 84,75                                    | Clémence Grimal                                      | 79,00                                                |
| Snowcross szczegóły           | 12 marca | Lindsey Jacobellis                              | Lindsey Jacobellis                              | Chloé Trespeuch                          | Chloé Trespeuch                          | Michela Moioli                                       | Michela Moioli                                       |
| Snowcross drużynowy szczegóły | 13 marca | Francja 1 Nelly Moenne-Loccoz · Chloé Trespeuch | Francja 1 Nelly Moenne-Loccoz · Chloé Trespeuch | Francja 2 Manon Petit · Charlotte Bankes | Francja 2 Manon Petit · Charlotte Bankes | Stany Zjednoczone 1 Lindsey Jacobellis · Faye Gulini | Stany Zjednoczone 1 Lindsey Jacobellis · Faye Gulini |
| Slalom Równoległy szczegóły   | 15 marca | Daniela Ulbing                                  | Daniela Ulbing                                  | Ester Ledecká                            | Ester Ledecká                            | Alona Zawarzina                                      | Alona Zawarzina                                      |
| Gigant Równoległy szczegóły   | 16 marca | Ester Ledecká                                   | Ester Ledecká                                   | Patrizia Kummer                          | Patrizia Kummer                          | Jekatierina Tudiegieszewa                            | Jekatierina Tudiegieszewa                            |
| Big Air szczegóły             | 17 marca | Anna Gasser                                     | 189,50                                          | Enni Rukajärvi                           | 165,25                                   | Silje Norendal                                       | 162,75                                               |

## Tabela medalowa
| Lp. | Państwo           | złoto | srebro | brąz | Razem |
| --- | ----------------- | ----- | ------ | ---- | ----- |
| 1.  | Stany Zjednoczone | 6     | 3      | 4    | 13    |
| 2.  | Francja           | 4     | 5      | 4    | 13    |
| 3.  | Austria           | 4     | 2      | 0    | 6     |
| 4.  | Japonia           | 3     | 1      | 1    | 5     |
| 5.  | Australia         | 2     | 1      | 2    | 5     |
| 6.  | Szwecja           | 2     | 1      | 0    | 3     |
| 7.  | Kanada            | 1     | 1      | 3    | 5     |
| 8.  | Chiny             | 1     | 1      | 1    | 3     |
| 9.  | Czechy            | 1     | 1      | 0    | 2     |
| 10. | Norwegia          | 1     | 0      | 2    | 3     |
| 11. | Belgia            | 1     | 0      | 0    | 1     |
| 12. | Szwajcaria        | 0     | 4      | 3    | 7     |
| 13. | Hiszpania         | 0     | 2      | 0    | 2     |
| 13. | Nowa Zelandia     | 0     | 2      | 0    | 2     |
| 15. | Finlandia         | 0     | 1      | 0    | 1     |
| 15. | Kazachstan        | 0     | 1      | 0    | 1     |
| 17. | Rosja             | 0     | 0      | 3    | 3     |
| 18. | Wielka Brytania   | 0     | 0      | 2    | 2     |
| 19. | Włochy            | 0     | 0      | 1    | 1     |